# Good Easter
Good Easter è un villaggio e parrocchia civile dell'Inghilterra, appartenente alla contea dell'Essex.
Qui il 27 maggio 1985 fu realizzata la più lunga catena di margherite (2,12 km)

## Etimologia del nome
Il nome "Buona Pasqua" non si riferisce alla festa cristiana "Pasqua", ma deriva dalla parola "Estre" dell'XI secolo (nel libro di Domesday come Estra), dall'antico inglese che significa ovile , o "luogo presso l'ovile". Nel 1200 il luogo era chiamato Godithestre. Il villaggio gemello di High Easter, a nord, ha la stessa origine, tranne per il fatto che la parte "High" si riferisce all'antico inglese heah(che significa geograficamente alto).